# 堀口九萬一

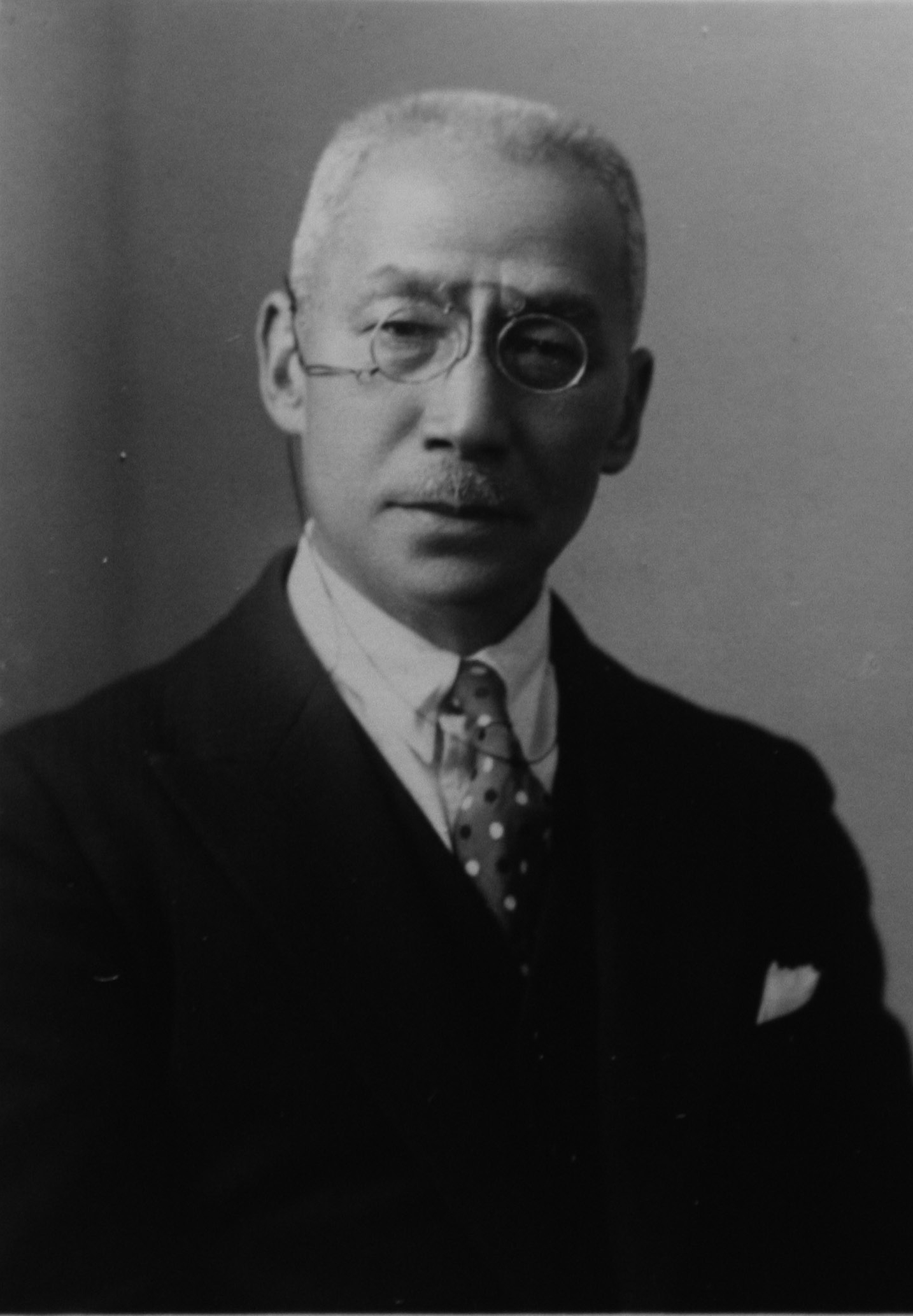
堀口九萬一

堀口 九萬一（ほりぐち くまいち、1865年2月23日〈元治2/慶応元年1月28日〉 - 1945年〈昭和20年〉10月30日）は、日本の外交官（特命全権公使）、漢詩人、随筆家。号は長城。詩人・堀口大學の実父。

## 経歴
越後長岡藩の足軽（銃卒）堀口良次右衛門の長男として古志郡長岡城下に生まれる。北越戦争で旧暦明治元年6月に父が戦死、翌年2月に幼くして家督を相続した。
明治5年より手習師匠渋川金吾に就き、2年半ほど読み書きを習った後、藤野友徳の漢学塾及び阪之上小学校へ通学。数え15歳で小学校教員を務めながら、叔父・岩神澄海の菁莪塾で学んだが、小林雄七郎の「偉くなるには英語をやらなければ駄目だ」という助言に従い、1883年（明治16年）春に19歳で長岡中学校に入学。まもなく、在京の友人から知らされた翌年の司法省法学校生徒募集を期して、高橋竹之介の誠意塾にも入門、入試科目の論語・資治通鑑を読解、作詩作文にも没頭したという。
1884年（明治17年）夏に上京して司法省法学校正則科（8年制）に合格、第四期生として入学した。その後、同校は文部省への移管とともに東京法学校に改称、さらに東京大学に統合、帝国大学法科大学へ改編されたが、在学中に江坂政と結婚（1892年に長男大學が誕生）、1893年（明治26年）7月に帝国大学法科大学法律学科参考科第二部（フランス法）を卒業した。同月中に司法官試補として新潟区裁判所に配属されるも、9月に辞職した。
日清戦争中の1894年（明治27年）9月、第一回外交官及領事官試験に合格（他は飯島亀太郎〈英語版〉・船越光之丞・日下部三九郎）。同月末に外務省領事官補として朝鮮の仁川在勤を被命。1895年（明治28年）3月に漢城在勤となったが、10月の閔妃暗殺事件に関与した廉で三浦梧楼公使・杉村濬一等書記官らとともに帰国・非職処分となり、容疑者の一人として予審取調を受けた。翌1896年（明治29年）1月の予審結果は証拠不十分で全員免訴とされ、2月に復職。清国沙市勤務となったが、9月には外交官補（高等官七等）に任じられ、オランダ在勤を命じられた。
以後の赴任先・官歴は以下の通り。
- 1896–1899年：オランダ王国（ハーグ）在勤[12]。1897年11月に公使館三等書記官・高等官六等。
- 1899–1905年：ブラジル共和国（ペトロポリス）在勤[13]。1901年3月に公使館二等書記官・高等官五等。1902年後半より臨時代理公使。
- 1906–1908年：スウェーデン王国（ストックホルム）在勤[14]。11月に高等官四等、1908年12月に公使館一等書記官。
- 1909–1913年：メキシコ合衆国（メキシコシティ）在勤[15]。11月の荒川巳次公使被免以降は臨時代理公使、1910年12月に高等官三等。
- 1913–1918年：スペイン王国（マドリード）在勤[16]。1914年後半より臨時代理公使。
- 1918–1923年：ブラジル共和国（ペトロポリス）駐箚[17]。7月に特命全権公使・高等官二等、1923年6月に高等官一等。
- 1923–1925年：ルーマニア王国（ブカレスト）駐箚[18]、セルブ・クロアート・スロヴェーン王国駐箚兼勤[19]。

この間、各種国際会議の代表委員に任命され、1898年（明治31年）には内務書記官有松英義とともに、アントウェルペン（ベルギー）で開催された「放免囚徒並びに棄児保護に關する万国会議」委員を被命。1908年（明治41年）には内務省参事官水野錬太郎とともに、ベルリン（ドイツ）で開催された「万国著作權保護同盟会議」全権委員に任じられ、締結された文学的及び美術的著作物の保護に関する修正ベルヌ条約に署名。1914年（大正3年）にはマドリード（スペイン）での第7回万国郵便会議に逓信省官僚とともに出席した。
1925年（大正14年）3月末、依願免官。以後、講演・執筆活動に専念。1927年（昭和2年）にはオランダの作家エレン・フォレスト（Ellen Forest）による日本を舞台とした小説「雪さん」を『女性』に翻訳連載した他、親交のある長谷川巳之助が興した第一書房より随筆集を刊行。太平洋戦争（大東亜戦争）中は「アングロサクソンの残忍性」「今度は米国は負ける」など戦意高揚的文章を執筆した。
晩年の1930年代には、旧長岡藩及び周辺地域出身学生及び長岡中学校卒業生を支援する財団法人長岡社の理事、国粋主義団体の三六倶楽部（のち瑞穂倶楽部）及び明倫会の理事、時局協議会の世話人等を務めた他、1937年（昭和12年）熊本に設立された南天草炭鉱株式会社の取締役に名を連ねた。
また、1935年（昭和10年）7月–11月には国際文化振興会（KBS）の文化使節として中南米を歴訪した。
敗戦直後の1945年（昭和20年）10月に死去（満80歳）。

## アルゼンチン軍艦の購入交渉
ブラジル在勤時、日露戦争直前の1903年12月20日に小村壽太郎外務大臣より、イタリアのジェノヴァで建造中のアルゼンチン軍艦2隻（モレノ及びリヴァダヴィア）が売りに出され、ロシアが交渉中であったが支払い方法で一致を見ず停滞している、日本としては契約成立当日の全額払いという条件で、一番早い便でアルゼンチンへ向かい交渉ありたし、との暗号電文を受け、堀口はクリスマス当日にアルゼンチンの外務大臣と面会して内諾を得、翌日には海軍大臣及び大統領と会見し、任務を果たした。その後両軍艦は、内部工事を未完成のまま航行可能となり次第出航、1904年2月に横須賀まで回航された。両艦は「日進」「春日」と改名され日本海海戦に参戦することとなった。なお、代金は約1500万円で、軍艦売買をめぐる情報は日英同盟に基づき英国政府からもたらされたものであったという。
この軍艦売買をめぐる秘話は、1940年（昭和15年）にアルゼンチンと日本の経済関係ついて話すよう依頼された日本放送協会（東京中央放送局）のラジオ放送で堀口自身が初めて開陳したという。

## メキシコ「悲劇の十日間」に際して
メキシコでは、臨時代理公使を務めていた1913年2月9日に首都で発生した軍事クーデター「悲劇の十日間」に遭遇。マデロ大統領軍と反乱軍との武力衝突初日に、懇意にしていたサラ・ペレス大統領夫人と大統領の両親・妹らとその子ども、下男下女ら総勢20余名が6台の自動車で日本公使館に逃げ込み庇護を求めたため、堀口は全員を公使館に迎え入れ保護した。
18日、マデロ大統領は寝返ったウエルタ将軍に逮捕され、辞職を迫られたが拒否。20日夜にウエルタ将軍は臨時大統領に就任するが、その前に、脅迫として日本公使館を砲撃して大統領家族に危害を加えるのではという風説が流れたため、堀口は大統領府にウエルタ将軍を直接訪ね率直に問いただすと、それは虚報であることと公使館の警護も約束した。そこで堀口はさらに「窮鳥懐に入る」の諺にあるように、救いを求める者を庇護するのは日本の国風であり、大統領家族でなくとも危急の際に逃げ込んで来るメキシコ人なら差別なく皆庇護する旨を言明したという。
21日の各国大使らとの接見式において、ウエルタ臨時大統領は、堀口の番になると両手でその手を握りながら、次のように演説したという。「日本人の武勇にして愛国心の強烈なることと、その義侠心と思い遣りの深いことはかねがね聞いていた所でありますが、この度日本公使のとられた行動によって、私はそれを目の前に見せられたような感じがいたしました。人心動乱のあの際に、マデロの家族の人達即ちメキシコ人20余名の生命が助かったのは全く日本公使が四囲の危険を事ともせず、勇敢に庇護して下されたお蔭であります。ですから、私は今ここにメキシコ大統領としてばかりでなく、メキシコ人一同の名において無上の感謝と深厚なる敬意を、日本公使に対して表明するものであります。そしてメキシコ人は日本公使のこの御恩は永久に忘れないでありましょう」。現地新聞も「日本人に固有な高き道徳の発露」などと賞賛したが、22日夜、マデロ前大統領は殺害された。革命のファーストレディとも称されたサラ・ペレス〈英語版〉は、その後キューバ及びアメリカで亡命生活を送り、1921年にメキシコシティへ戻り、1952年に死去した。
2015年（平成27年）2月26日、メキシコ連邦上院議会は本会議において、マデロ大統領一族に対する日本公使館の庇護に関して日本国民に感謝する決議を採択。4月には同決議に基づき、「1913年2月の苦難の日々における、その模範的な生き方とマデロ大統領家族に対する保護に関して、堀口九萬一と偉大な日本国民に捧げる」と刻まれた記念プレートの除幕式が開かれた。さらに7月には駐日メキシコ大使館において「サムライ外交官」堀口九萬一を讃える式典が開かれた。

## 閔妃暗殺事件直後の書簡
2021年（令和3年）11月、堀口が親友である新潟県中通村（現長岡市）の漢学者武石貞松宛に送った、1894年11月17日付から事件直後の95年10月18日付の8通の書簡が見つかった。95年10月9日付の6通目には現地での行動が細かく書かれており、王宮に侵入したもののうち、「進入は予の担任たり。塀を越え（中略）、漸く奥御殿に達し、王妃を弑し申候」（原文はひらがなとカタカナ交じりの旧字体。以下同）と王宮の奥に入り王妃を殺したことや、「存外容易にして、却てあっけに取られ申候」という感想が記されていた。

## 私生活
最初の夫人と死別（1895年）した後、ベルギー人女性（堀口スチナ）と再婚した。次男はスウェーデンで生まれたため、「瑞典（よしのり）」と名づけられた。堀口瑞典は新聞聯合社外信局に勤務、第二次世界大戦中は同盟通信社のチューリッヒ特派員となり、戦後は産経新聞勤務、1967年には日本IBM取締役広報部長を務めた。
長男・大學も当初は官界に進ませるつもりだったが、病弱な大學が文学に志を持っていることを知ると、自分の任地に呼び寄せ、息子が30歳になる頃まで養って文学修業を助けた。

## 栄典
位階
- 1894年（明治27年）10月30日 - 従七位
- 1897年（明治30年）12月20日 - 正七位
- 1901年（明治34年）7月10日 - 従六位
- 1907年（明治40年）2月1日 - 正六位
- 1911年（明治44年）3月10日 - 従五位
- 1916年（大正5年）4月10日 - 正五位[40]
- 1921年（大正10年）5月10日 - 従四位
- 1925年（大正14年）4月15日 - 正四位

勲章
- 1906年（明治39年）4月1日 - 勲五等瑞宝章
- 1912年（明治45年）6月27日 - 勲四等瑞宝章
- 1916年（大正5年）4月1日 - 旭日小綬章（大正三四年事件ノ功）
- 1919年（大正8年）7月29日 - 勲三等瑞宝章

外国勲章佩用允許
- 1898年（明治31年）4月8日 - オランダ王国：オラニエ＝ナッサウ勲章シュヴァリエ[41]
- 1911年（明治44年）5月18日[42]
  - ノルウェー王国：聖オーラヴ第三等甲級勲章
  - スウェーデン王国：北極星第三勲章
- 1917年（大正6年）12月29日 - スペイン王国：イサベル・ラ・カトリカ星章附第二等勲章[43]
- 1918年（大正7年）9月17日 - スペイン王国：カルロス3世星章附第二等勲章[44]
- 1924年（大正13年）7月3日 - ルーマニア王国：王冠第一等勲章[45]
- 1925年（大正14年）4月13日 - セルブ・クロアート・スロヴェーン王国：サン・サヴァ第一等勲章[46]
- 1934年（昭和9年） - メキシコ政府：アステカ鷲勲章[33]

## その他
お雇い外国人退職後のエドアルド・キヨッソーネは、系統立った美術品収集の参考のために『浮世絵類考』のフランス語訳を九萬一に依頼している。

## 著作
- 『サンパウロ州移民状況視察要報』海外興業、1919年10月。
- 『ブラジルの社会生活』日伯協会〈日伯協会パンフレット 第1輯〉、1927年8月。
- 『随筆集 游心録』第一書房、1930年2月。NDLJP:1117899。
- 『南米及び西班牙』平凡社〈世界の今明日叢書 第15巻〉、1933年8月。NDLJP:1214728。
- 『外交と文芸』第一書房、1934年7月。NDLJP:1209777。
- 『世界と世界人』第一書房、1936年10月。NDLJP:1271467。
- 『世界の思ひ出』第一書房、1942年5月。NDLJP:1267195 NDLJP:1872095。
- 堀口大學 訳『長城詩抄 父の漢詩・子の和訓』大門出版、1975年3月。

## 評伝
- 工藤美代子『黄昏の詩人　堀口大學とその父のこと』マガジンハウス、2001年
- 柏倉康夫『敗れし国の秋のはて　評伝堀口九萬一』左右社、2008年